# Lorena Cacciatore
Lorena Cacciatore (Palermo, 30 settembre 1987) è un'attrice italiana.

## Biografia
Nata a Palermo, dopo aver frequentato il liceo psicopedagogico "Finocchiaro Aprile" nel capoluogo siciliano, si trasferisce a Roma per diventare allieva dell'Accademia Nazionale d'Arte Drammatica Silvio D'Amico, che abbandona dopo il primo anno per via delle riprese di Agrodolce.
Attrice di teatro, cinema e televisione, esordisce alla Rai nel 2009 con il ruolo di Eleonora Scaffidi nella soap opera Agrodolce. Nel 2011 è coprotagonista in La vita che corre, miniserie televisiva diretta da Fabrizio Costa, dove interpreta Anna. L'anno successivo prende parte al film L'amore è imperfetto della regista salentina Francesca Muci accanto all'attrice Anna Foglietta, interpretando il ruolo di Adriana.
A seguito della sua esperienza accademica ha continuato la sua formazione attraverso stage all'estero, lavorando con alcuni actor coach dell'Actors Studios di New York. Dopo l'esordio al cinema ha preso parte a numerose fiction Rai, tra cui Don Matteo 11, interpretando ruoli per lo più drammatici.
Il 26 settembre 2021 è diventata madre di Edoardo, avuto dal calciatore Federico Marchetti.

## Filmografia

### Cinema
- L'ultimo re, regia di Aurelio Grimaldi (2010)
- L'amore è imperfetto, regia di Francesca Muci (2012)
- Mi rifaccio il trullo, regia di Vito Cea (2016)
- Se mi vuoi bene, regia di Fausto Brizzi (2019)
- Belli ciao, regia di Gennaro Nunziante (2022)

### Televisione
- Fuori corso, regia di Vincenzo Coppola – serie TV (2004)
- Agrodolce, registi vari – sere TV (2009)
- La vita che corre, regia di Fabrizio Costa – serie TV (2011)
- Rosso San Valentino, regia di Fabrizio Costa – serie TV (2012)
- Provaci ancora prof! – serie TV (2012)
- Un posto al sole – serie TV (2014)
- Che Dio ci aiuti, regia di Francesco Vicario – serie TV (2014)
- Il paradiso delle signore, regia di Monica Vullo – serie TV (2015)
- Tutto può succedere, regia di Lucio Pellegrini – serie TV (2015-2018)
- Baciato dal sole, regia di Antonello Grimaldi – serie TV (2016)
- Sirene, regia di Davide Marengo – serie TV (2017)
- L'ispettore Coliandro, regia dei Manetti Bros.– serie TV, episodio 6x06 (2017)
- Don Matteo - serie TV, 3 episodi (2018)
- Non uccidere, regia di Michele Alhaique – serie TV, episodi 2x19-2x20 (2018)
- Mudù 9, regia di Vito Cea – sitcom (2020)
- Mina Settembre, regia di Tiziana Aristarco – serie TV, 7 episodi (2021)
- Fiori sopra l'inferno - I casi di Teresa Battaglia, regia di Carlo Carlei – serie TV, 3 episodi (2023)
- Lea - I nostri figli, regia di Fabrizio Costa - serie TV, 6 episodi (2023)
- I fratelli Corsaro, regia di Francesco Miccichè – serie TV, 4 episodi (2024)
- Mudù 11, regia di Vito Cea – sitcom (2024)

### Webserie
- #140secondi - webserie (2015)

## Teatro
- Andy e Norman regia di Pippo Spicuzza (2004)
- L'appartamento in centro,  regia di Massimo Romano (2005)
- Rubando….s'impara, regia di Michele Perricone (2005)
- Lo spazzolino da denti di Jorge Diaz  regia Maurizio Spicuzza (2007)
- Tre e un quarto di fuoco di Spicuzza/Di Liberto regia di Gerardo Di Liberto (2008)
- Il teatrino delle meraviglie di Miguel De Cervantes regia di Antonio Ligas (2009)
- La Castellana di Giuseppe Manfridi - regia Lorena Cacciatore (Festival ContaminAzioni) (2009)
- Romeo e Giulietta di William Shakespeare - regia Lorenzo Salveti (Spoleto 53º Festival dei due Mondi)
- The Nina Variations, di Steven Diez - regia di Massimiliano Farau (Spoleto, 53º Festival dei due Mondi) (2010)
- Passeggiata in versi, regia di Mario Ferrero (2010)
- Circo Equestre Squeglia, regia di Alfredo Arias (2013-2015)
- Kean, passione e seduzione, regia di Lollo Franco e Jean Laurent Sasportes (2016)
- Italiano di Napoli, regia di Alessandro Siani (2016-2017)
- Tamerlano, regia di Luigi Lo Cascio (2017-2018)